# Creil

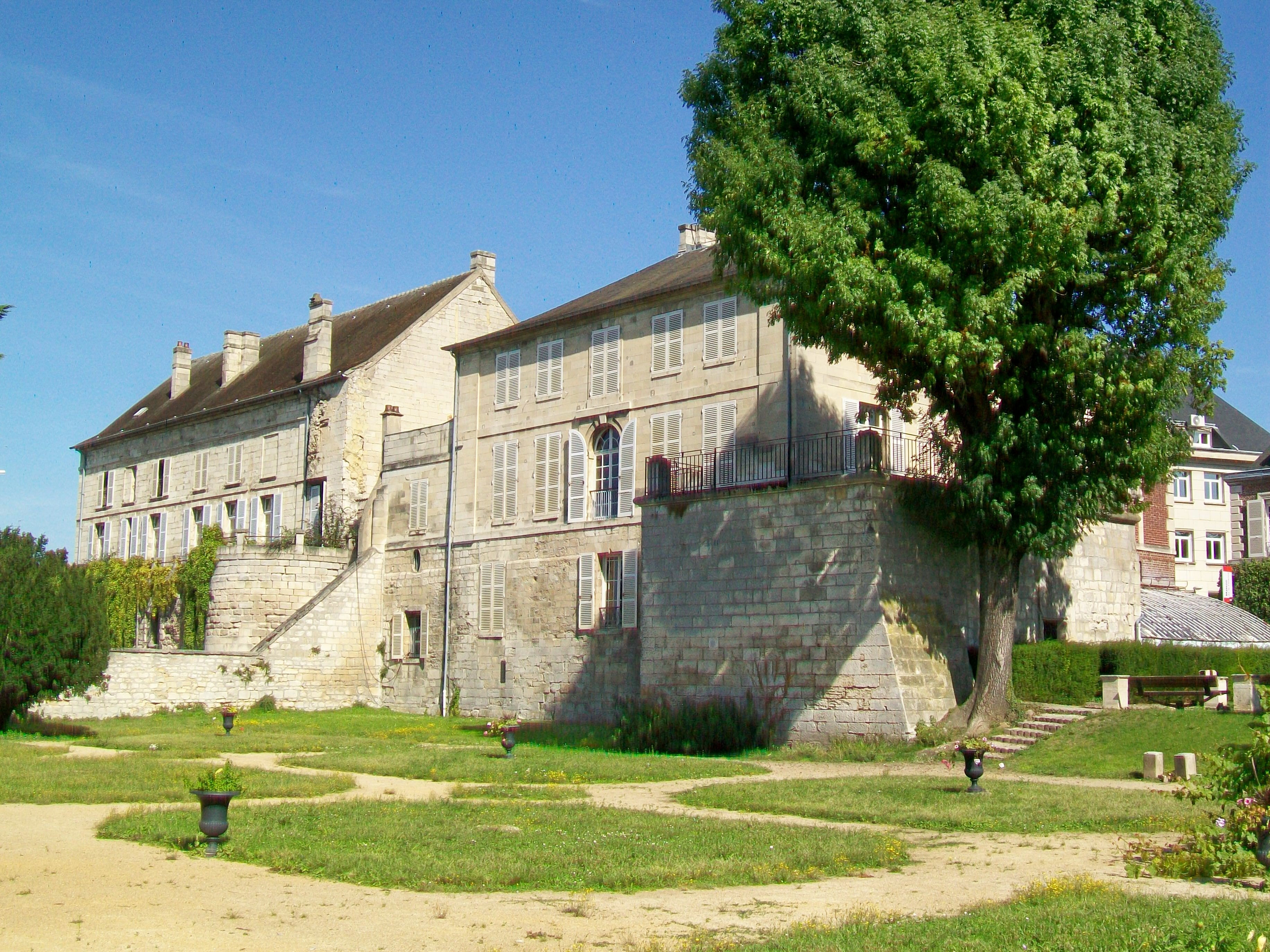
Musée Gallé-Juillet

Creil [kʁɛj] ist eine französische Stadt mit 36.494 Einwohnern (Stand 1. Januar 2022) im Département Oise in der Region Hauts-de-France. Die mit Creil zusammengewachsenen Vororte mitgerechnet, hat die Gemeinde über 90.000 Einwohner, womit das Gebiet der zweitgrößte Ballungsraum der Picardie nach Amiens ist.

## Lage und Klima
Die etwa 27 m hoch gelegene Stadt Creil erstreckt sich auf beiden Ufern des Flusses Oise, in den hier deren rechte Nebenflüsse Brèche und Thérain einmünden; sie befindet sich rund 60 km (Fahrtstrecke) nördlich von Paris bzw. gut 100 km südlich von Amiens. Die wichtigste Nachbargemeinde ist Nogent-sur-Oise; aus den Steinbrüchen (carrières) von Saint-Maximin stammt der helle Kalkstein, der das Stadtbild prägt. Das historisch und kulturell bedeutsame Städtchen Senlis ist nur etwa 10 km in südöstlicher Richtung entfernt. Das vom ca. 140 km entfernten Ärmelkanal beeinflusste Klima ist gemäßigt; Regen (ca. 750 mm/Jahr) fällt übers Jahr verteilt.

## Bevölkerungsentwicklung
| Jahr                       | 1800  | 1851  | 1901  | 1954   | 1999   | 2021   |
| Einwohner                  | 1.000 | 2.656 | 9.125 | 13.500 | 30.675 | 36.106 |
| Quellen: Cassini und INSEE |       |       |       |        |        |        |

Die Mechanisierung der Landwirtschaft und die Stilllegung bäuerlicher Kleinbetriebe („Höfesterben“) in der zweiten Hälfte des 20. Jahrhunderts haben für die Stadtentwicklung nur positive Auswirkungen gehabt.

## Wirtschaft
Vom 15. bis ins ausgehende 19. Jahrhundert war in der Stadt eine bedeutende Fayence-Produktion aktiv. Im 20. Jahrhundert siedelten sich mehrere Automobilzulieferer an; sie sind zum Teil bis heute aktiv oder wandelten sich in andere metallverarbeitende Betriebe um. Creil ist nicht direkt an eine Autobahn angebunden, besitzt aber einen Bahnhof an der bedeutenden Eisenbahnstrecke von Paris nach Lille und der nördliche Endpunkt der Linie D der RER der Pariser Vorortbahn. Seit 1961 hat hier der Discounter Stokomani seinen Sitz-

## Geschichte
Wahrscheinlich bereits in vorrömischer Zeit gab es hier eine Furt (gué) über die Oise; der Fund eines römischen Münzschatzes aus dem ausgehenden 3. Jahrhundert belegt die These. Die erste urkundliche Erwähnung des Ortsnamens stammt aus dem Jahr 633. Eine zu Senlis gehörende Festung entstand im 10. Jahrhundert. Im Jahr 1358 nahmen die Engländer den Ort ein; auch danach war die Region lange Zeit umstritten. Im 16. Jahrhundert ließ das französische Königshaus eine Schlossanlage auf einer Insel in der Oise errichten.
Ab den 1960er Jahren entstand neben der eher kleinen Innenstadt eine ausgedehnte Großwohnsiedlung namens Plateau Rouher.

## Sehenswürdigkeiten
- Kirche Saint-Médard[3][4]
- Rathaus (Hôtel de ville)[5]
- Musée Gallé-Juillet[6]
- Maison de la Faïence[7]
- Theater[8]
- Moschee
- Synagoge
- drei Wassertürme

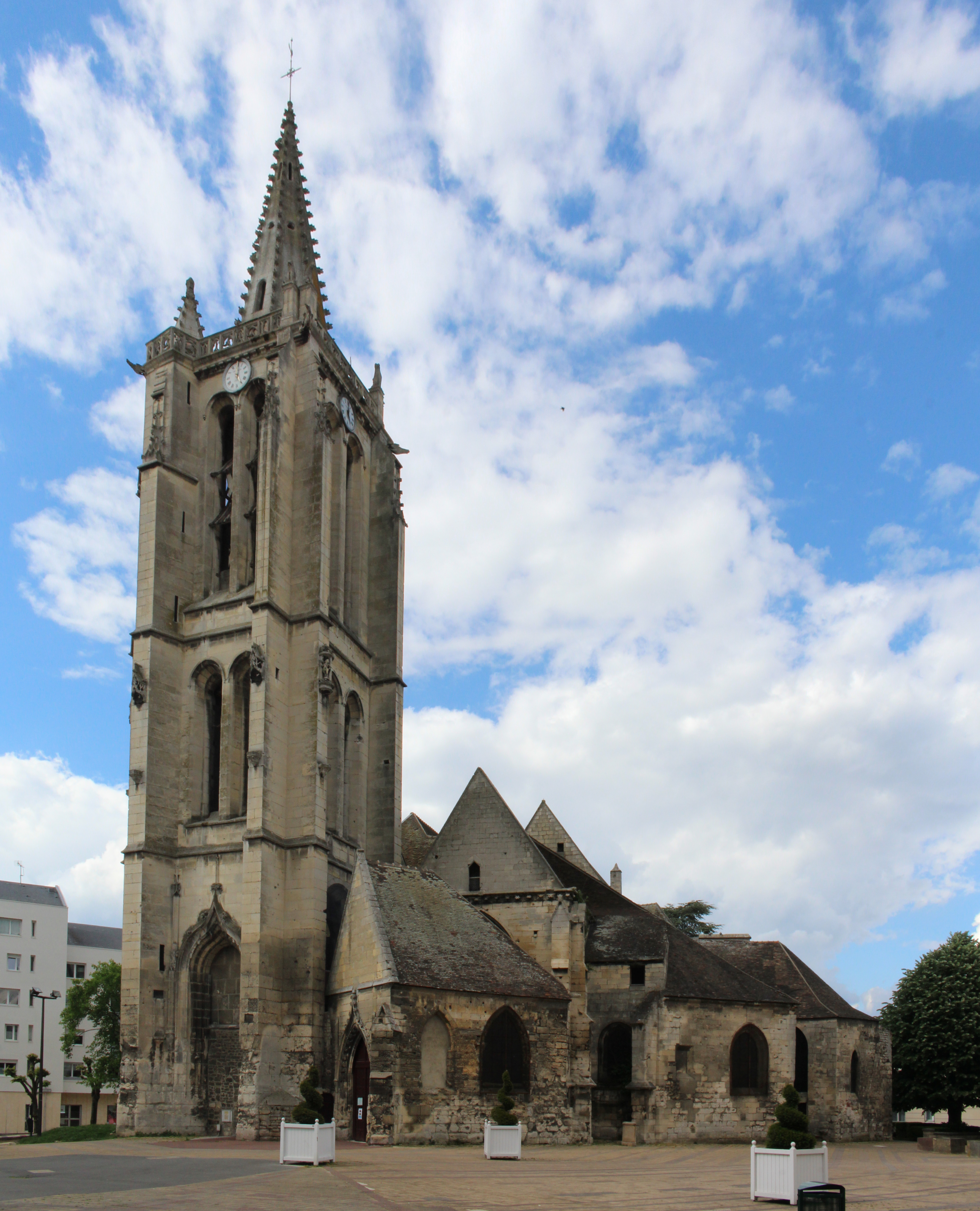
Kirche Saint-Médard
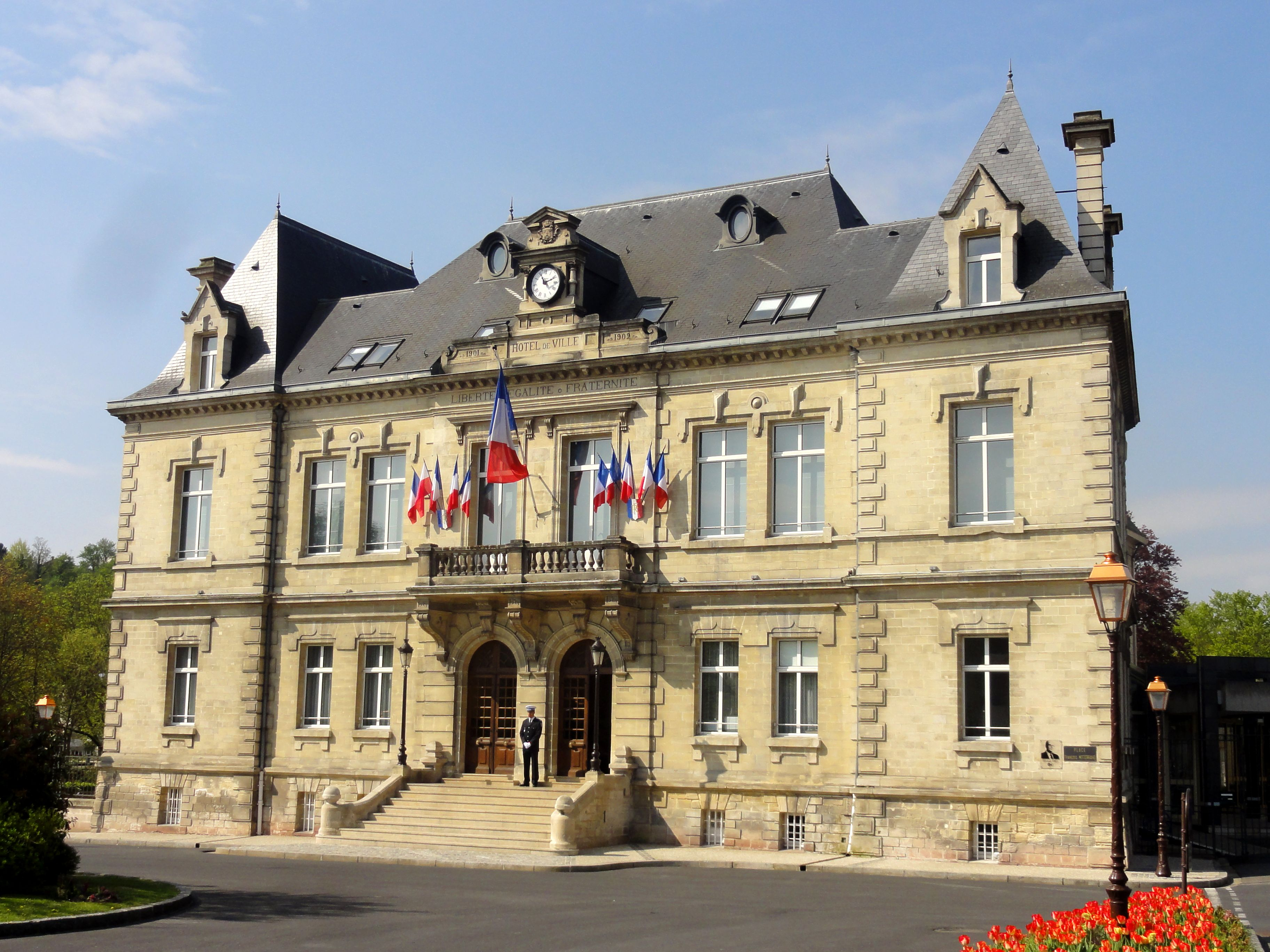
Rathaus (Hôtel de ville)
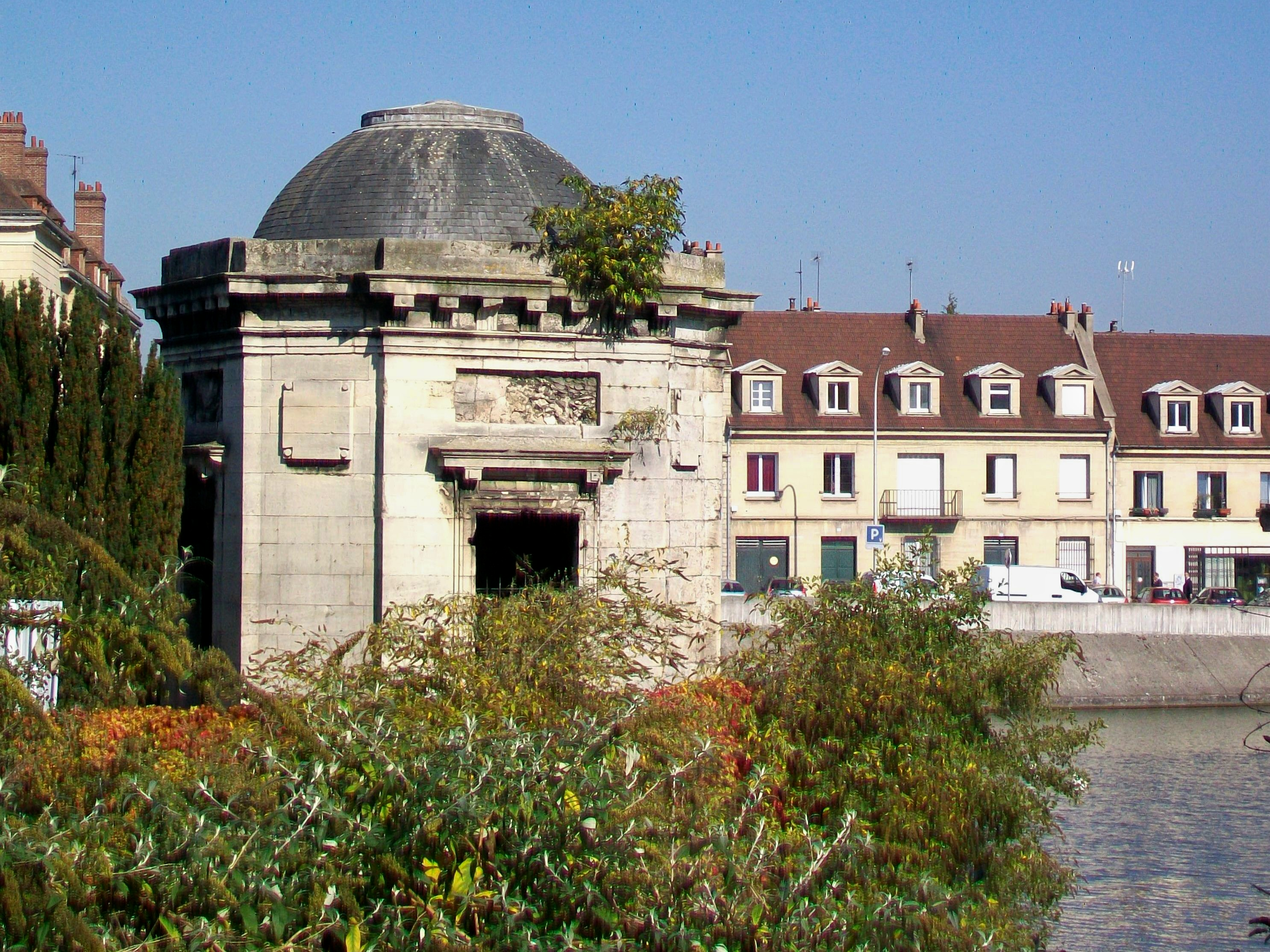
Pavillon „Liebestempel“
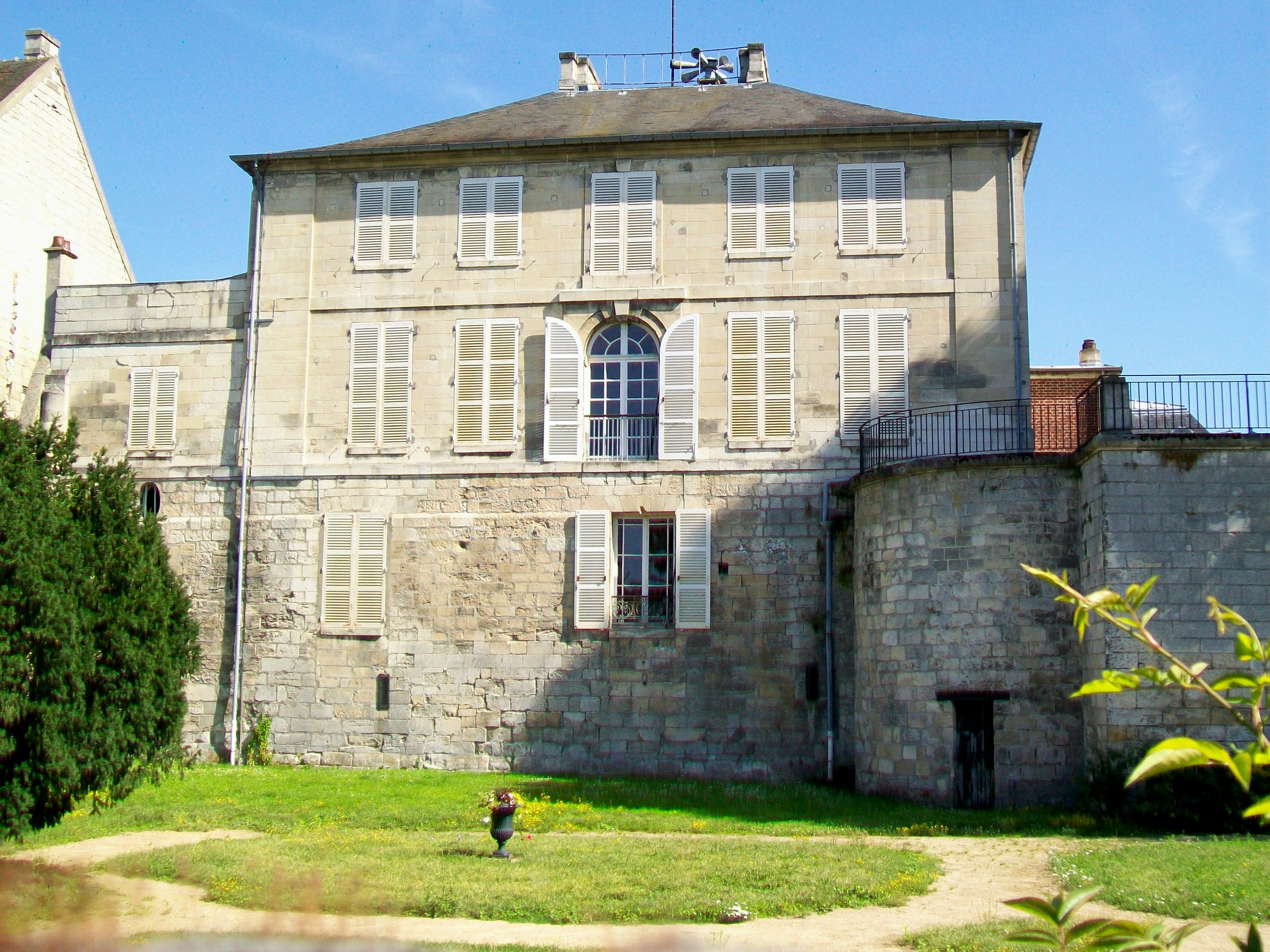
Museum „Gallé-Juillet“
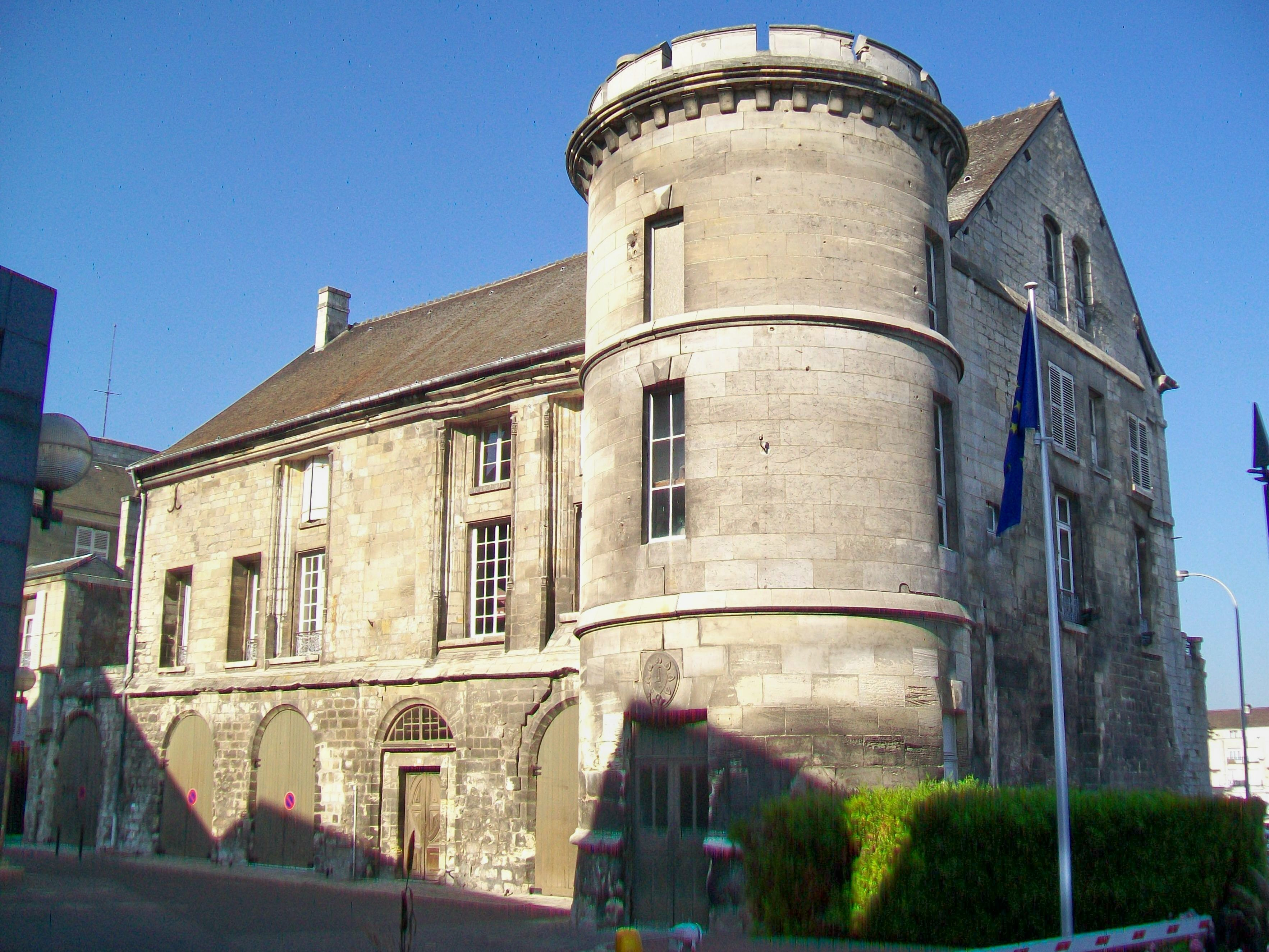
Haus auf den Überresten des ehemaligen Königlichen Schlosses

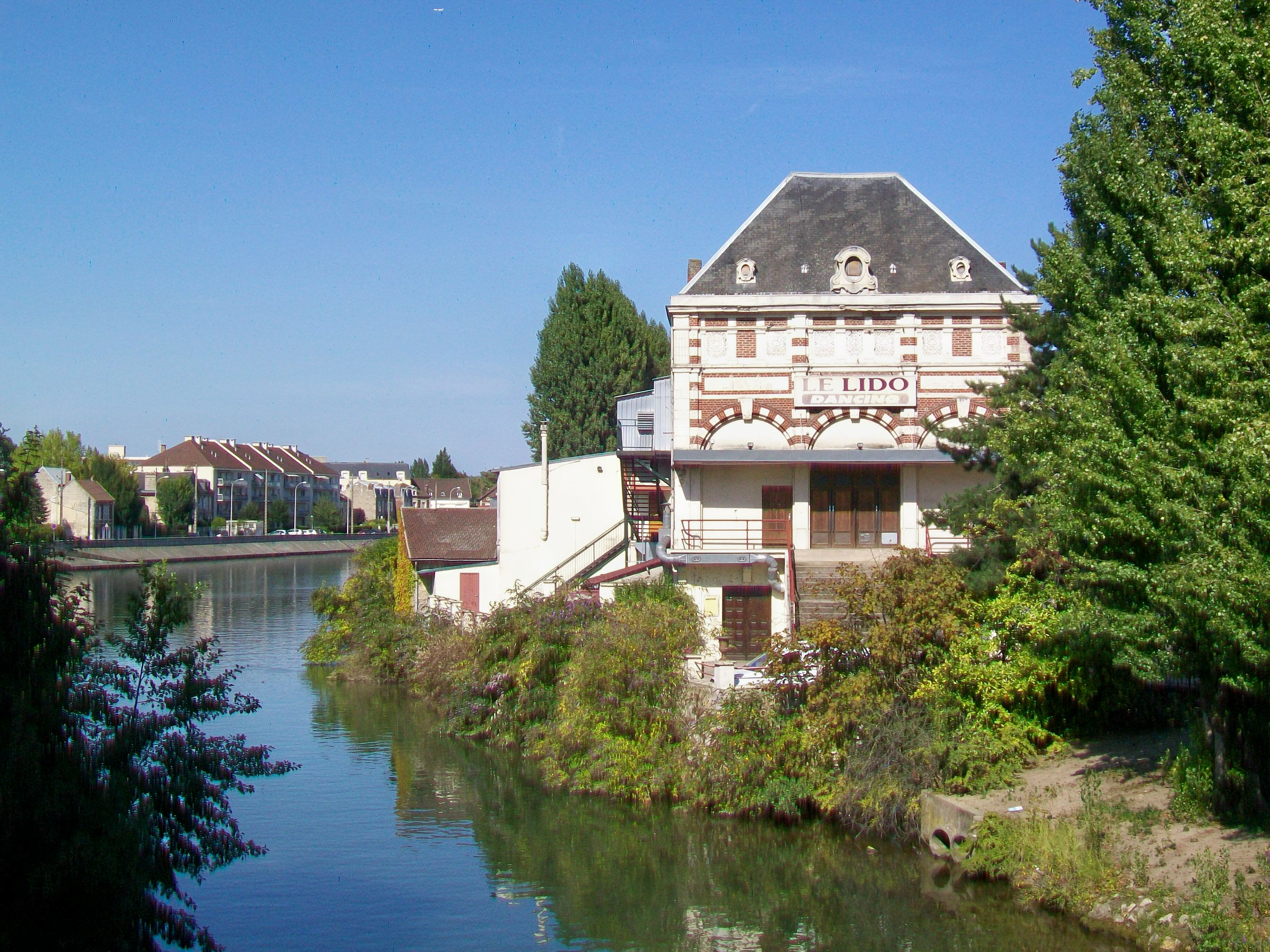
Theater „Lido“
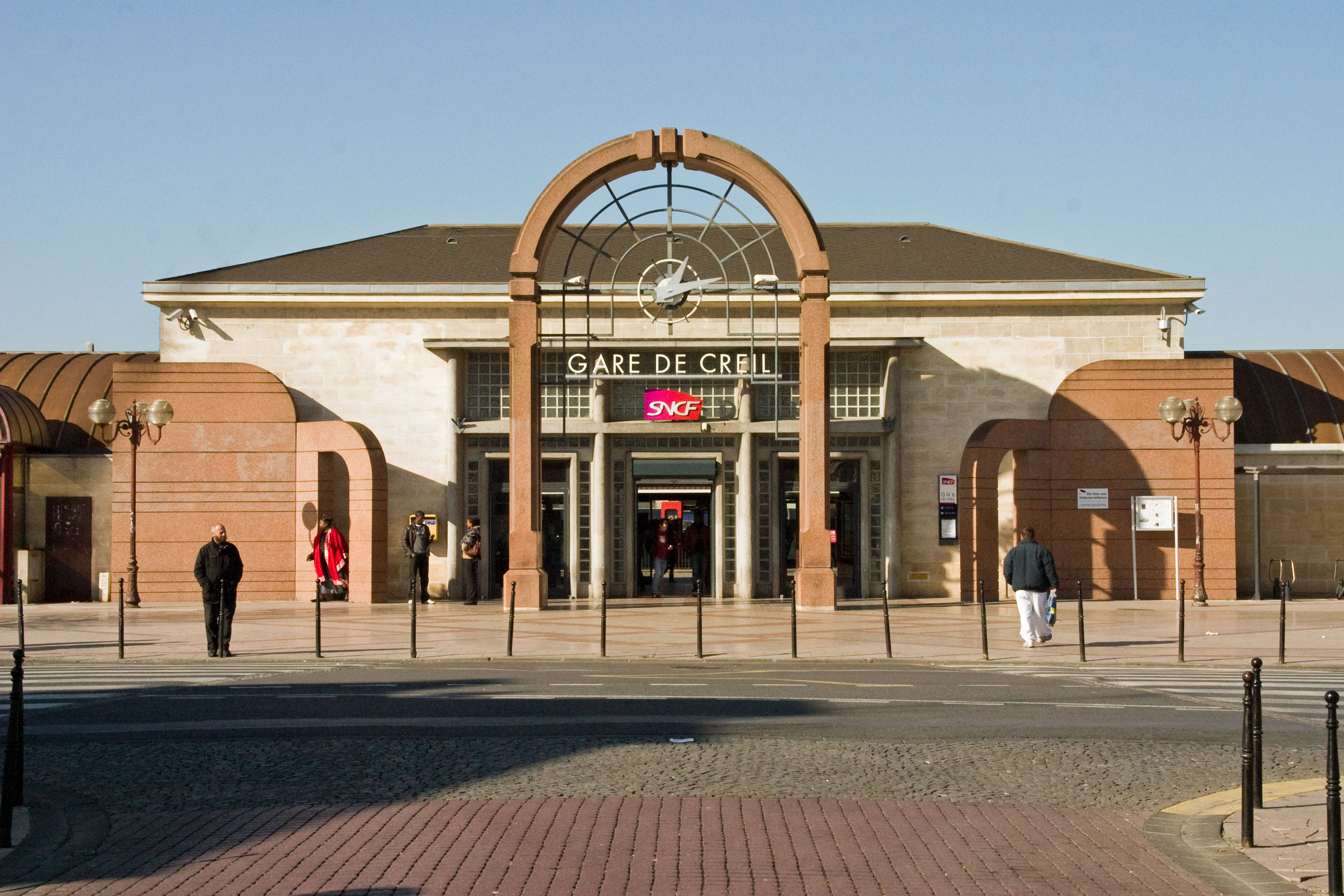
Bahnhof Creil
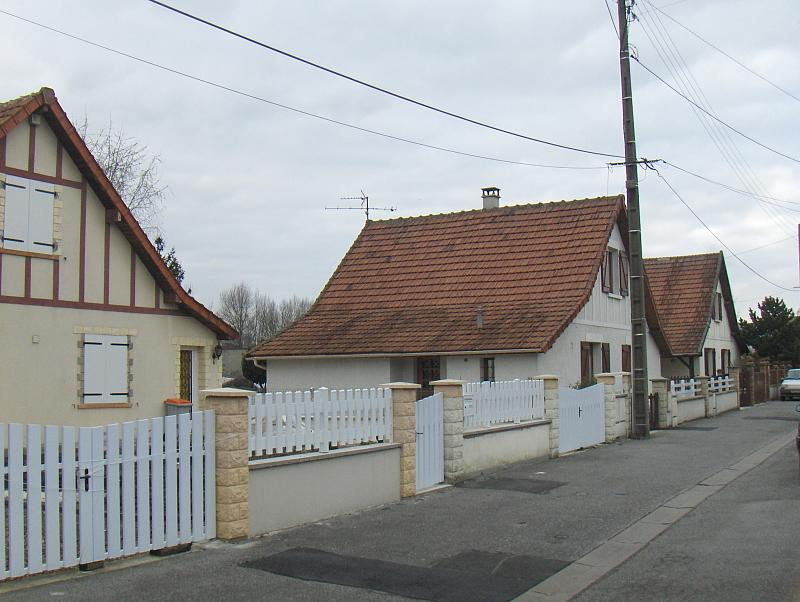
Arbeiterviertel „Cité de la Tonnellerie“
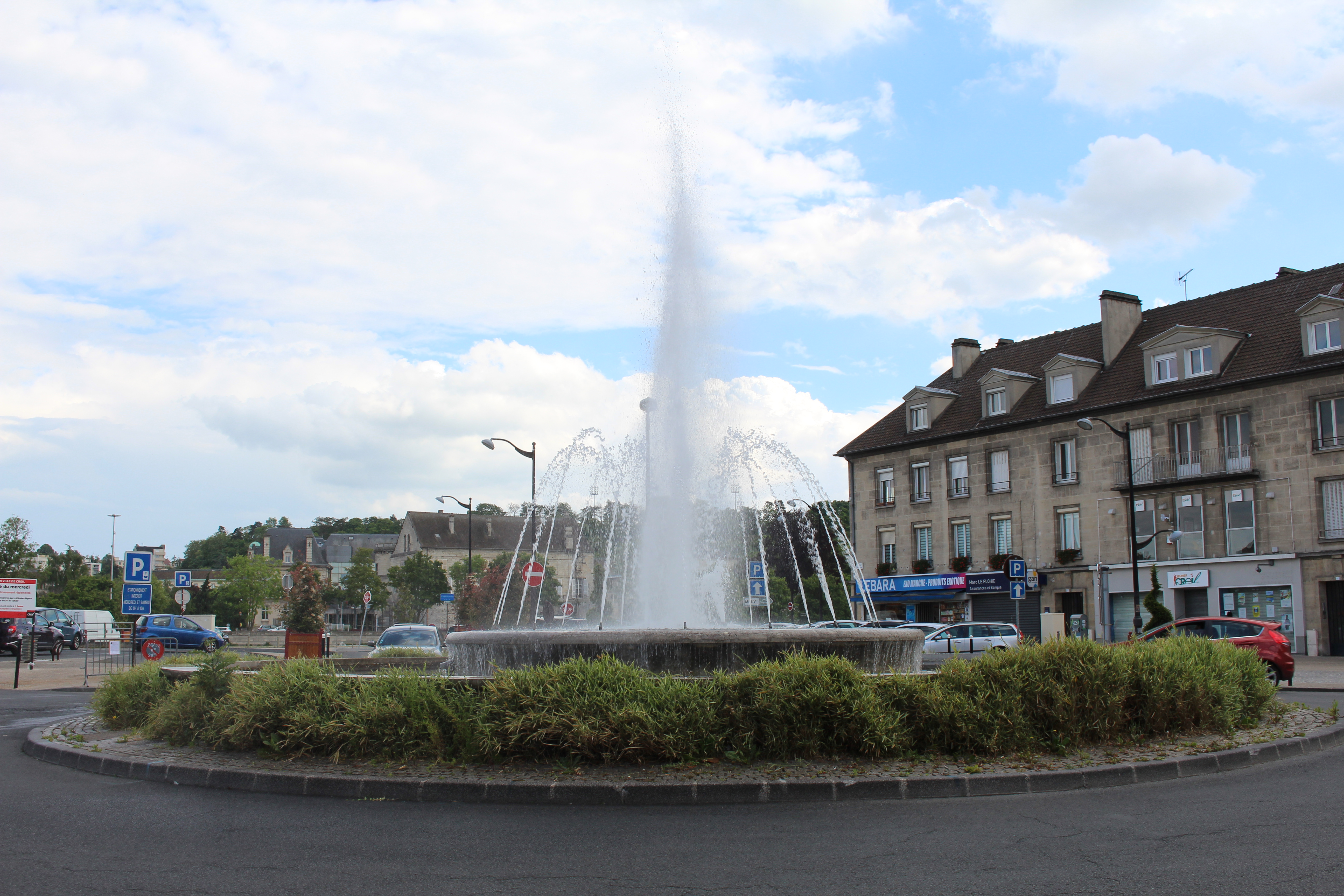
Springbrunnen an der Place Carnot
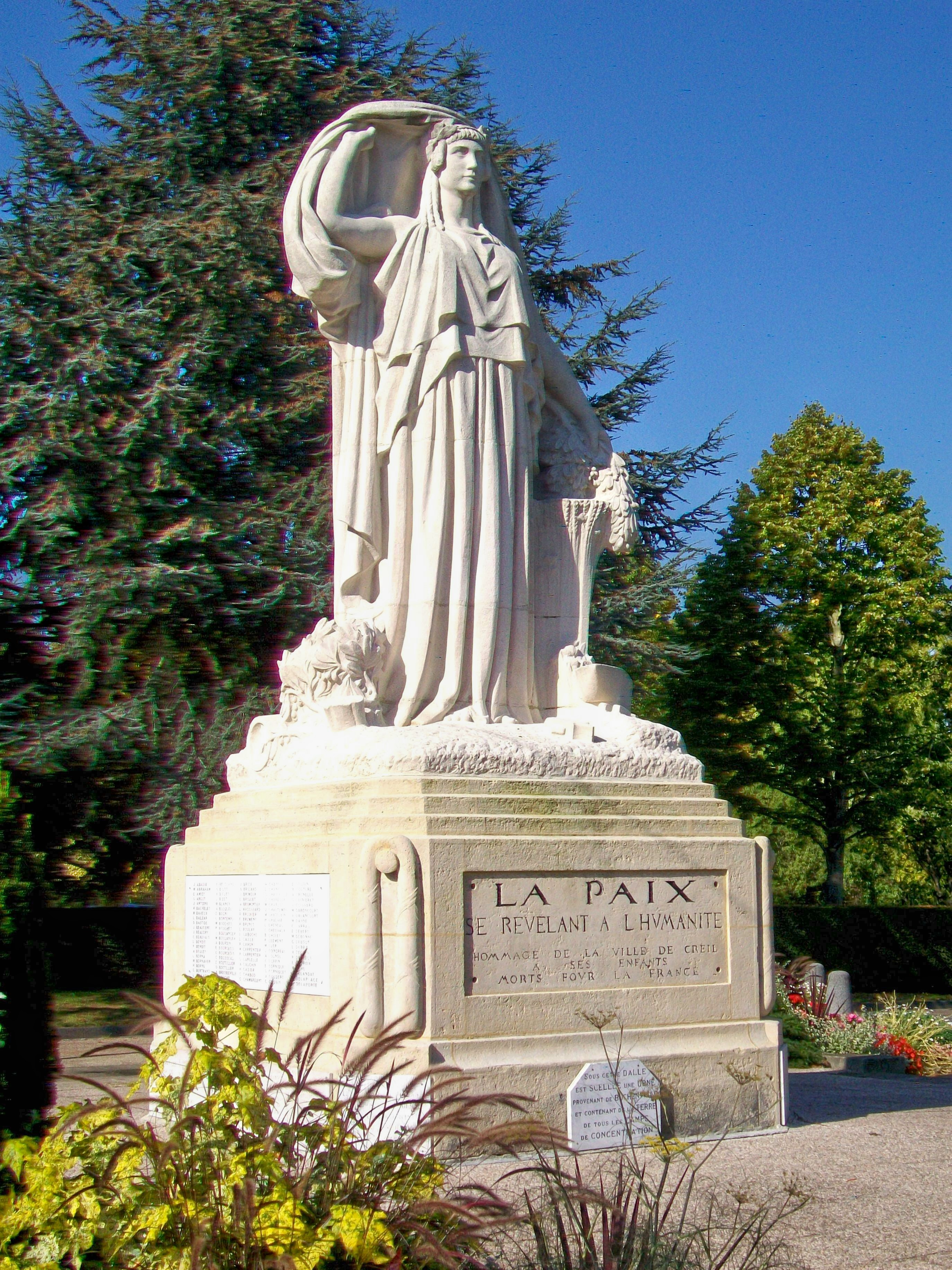
Gefallenendenkmal

## Städtepartnerschaften
- Marl, Nordrhein-Westfalen, Deutschland
- Borough of Pendle, Lancashire, Vereinigtes Königreich
- Kuşadası, Türkei

## Persönlichkeiten
- Christine Muzio (1951–2018), Fechterin
- Éric Woerth (* 1956), Politiker
- Laurent Pillon (* 1964), Radrennfahrer
- Hélène Geoffroy (* 1970), Politikerin
- Rédoine Faïd (* 1972), Krimineller und Serienausbrecher
- Arnaud Labbe (* 1976), Cyclocross- und Straßenradrennfahrer
- Cédric Vitu (* 1985), Boxsportler
- Simon Banza (* 1996), Fußballspieler
- Maxime Janvier (* 1996), Tennisspieler